# Mykola Pinčuk
Mykola Ivanovyč Pinčuk (in ucraino Микола Іванович Пінчук?, in russo Николай Иванович Пинчук?; Tichoreck, 25 luglio 1946) è un ex calciatore sovietico dal 1991 ucraino, di ruolo difensore.

## Carriera

### Club
Durante la sua carriera ha giocato solo con lo Zorja, con cui ha raggiunto 247 presenze e 4 reti.

### Nazionale
Conta una presenza con la Nazionale sovietica.

## Palmarès
- Campionato sovietico: 1

Zorja: 1972